# Dillinger France
 (décembre 2013).
Si vous disposez d'ouvrages ou d'articles de référence ou si vous connaissez des sites web de qualité traitant du thème abordé ici, merci de compléter l'article en donnant les références utiles à sa vérifiabilité et en les liant à la section « Notes et références ».
Pour les articles homonymes, voir GTS.
Dillinger France, anciennement GTS Industries, est une entreprise produisant tôles fortes en acier. Fondée en 1962 et implantée à Grande-Synthe, elle est une filiale du groupe allemand Dillinger Hütte,[source insuffisante].

## Historique
En 1956, l'État français décide d'implanter une usine sidérurgique sur le littoral. En 1962, cette usine de 450 hectares, appelé Usinor ouvre ses premières installations : une aciérie, deux hauts fourneaux [...] et une tôlerie forte. Celle-ci occupe environ 10 % du site d'ArcelorMittal Dunkerque aujourd'hui[Quand ?] et s'appelle Dillinger France.
À son démarrage, la tôlerie forte s'appelle : tôlerie forte d'Usinor Dunkerque, dont elle est un des ateliers. Elle fabrique des tôles fortes en acier et des tôles pour gros tubes soudés. La tôlerie forte de Dunkerque lamine sa première brame le 29 octobre 1962.
La tôlerie forte de Dunkerque a porté les noms d'Unité Plaques, puis TFK Plaques, TFK S.A, GTS Industries et enfin Dillinger France[source insuffisante]. En juillet 1987, Usinor Aciers crée une société distincte d’activité « plaques et tubes » appelée TFK S.A., c'est-à-dire un ensemble autonome composé de la tôlerie forte de Dunkerque (TFK Plaques) spécialisée dans le laminage des plaques et des tôles pour tubes. La tôlerie forte perd son nom de TFK Plaques pour GTS Industries en 1988. Cependant, TFK reste la marque d’origine des produits commercialisés par GTS Industries au niveau des plaques.
En 1992, la tôlerie forte de GTS Industries devient filiale 100 % de Dillinger Hütte.
En 2014, GTS Industries devient Dillinger France.
Depuis 1er janvier 2014, GTS Industries est devenu Dillinger France.

## Présentation

### Activités

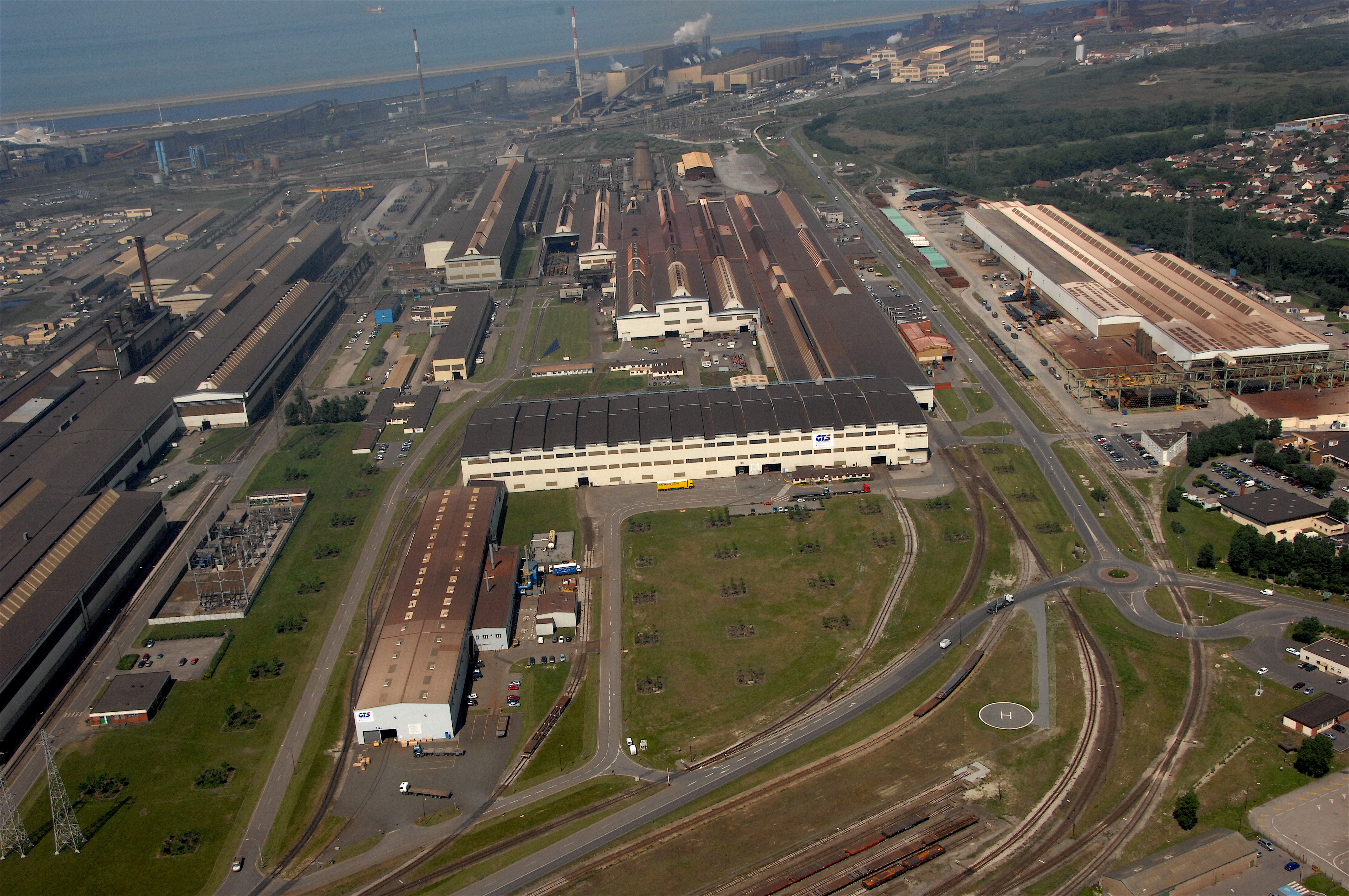
Dillinger France - Vue aérienne

Dillinger France est, depuis 2000, approvisionnée en brames de coulée continue par sa maison mère : Dillinger Hütte. Le programme dimensionnel de la tôlerie forte de Dunkerque permet la fabrication de produits d’épaisseurs pouvant aller de 4,76 mm à 200 mm, de largeur maximale de 4,7 mètres et de longueur maximale de 37,5 mètres.

### Dillinger France en chiffres (en 2012)
- Effectifs : 580 personnes
- Production : 554 000 tonnes
- Chiffres d’affaires : 449 millions d’euros